# Dödmantjärnen (Skellefteå socken, Västerbotten)
Dödmantjärnen är en sjö i Skellefteå kommun i Västerbotten och ingår i Skellefteälvens huvudavrinningsområde.